# Елани
Ела̀ни (на гръцки: Ελάνη) е курортно селище в Егейска Македония, Гърция, в дем Касандра в административна област Централна Македония.

## География
Елани е разположено на западния бряг на полуостров Касандра - най-западният ръкав на Халкидическия полуостров, на четири километра западно от Касандрия. Има население от 30 души (2001).